# Дунайський металургійний комбінат
46°56′59.17″ пн. ш. 18°55′41.5″ сх. д. / 46.9497694° пн. ш. 18.928194° сх. д.

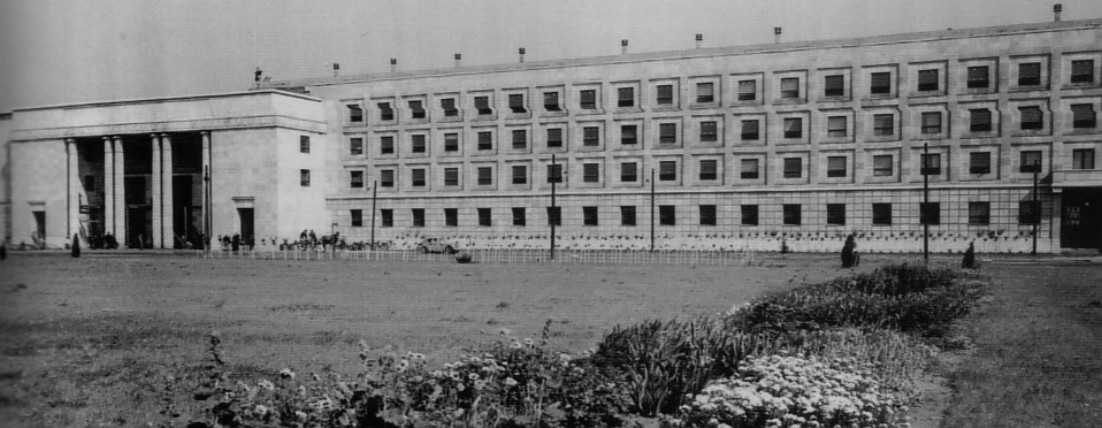
Адміністративна будівля, початок 1950-х

«ІСД-Дунаферр», Дунайський металургійний комбінат (угор. Dunaferr, Dunai Vasmű) — металургійний комбінат в Угорщині у місті Дунауйварош. Є найбільшим підприємством чорної металургії в країні.

## Історія
Будівництво комбінату розпочалось у 1950 році на основі радянської технічної документації і завезеного з СРСР обладнання. Будівництво його на березі Дунаю дозволяло використовувати водний шлях для постачання залізної руди та коксівного вугілля з Мечекського басейну. У 1950–1957 роках було споруджено 2 доменних печі, мартенівський цех з 2 мартенівськими печами, силова енергетична установка, завод вогнетривкої цегли, цех коксування, збагачувальна і агломераційна фабрики. 1960 року при технічному сприянні СРСР введений в дію цех гарячого прокату, а 1965 року цех холоднокатаного тонкого сталевого листа, завдяки чому було припинено імпорт тонколистової сталі в Угорщину. На повну потужність комбінат вийшов у 1965 році. У 1968 році комбінат дав 40% вирбництва чавуну Угорщини, 30% сталі, бизько 30% прокату.
Коксовий газ, що його виробляв цех коксування, використовувався для побутових потреб у місті Дунауйварош. Крім того, у 1959–1960 роках було побудовано газопровід, по якому частина коксового газу постачалася у Будапешт. Хімічний цех комбінату виробляв сірчану кислоту, штучні добрива й іншу хімічну продукцію.
В 1965–1980 роках на комбінаті було проведено розширення виробництва, що поставило його у ряд найвизначніших металургійних підприємств Угорщини. Його продукція широко використовувалась у машинобудуванні, а саме на підприємствах «Ікарус», «Раба»; при будівництві систем нафто- та газопроводів (нафтопровід «Дружба»), а також для створення легких сталевих конструкцій у будівництві.
У 1973–1974 роках було введено до експлуатації дві установки безперервної розливки сталі. У 1981–1982 роках було розпочато виробництво сталі киснево-конвертерним способом при поступовому скороченні мартенівського виробництва. Повністю воно було припинене у 1992 році. У 1989 році було збудовано перше у Центральній Європі обладнання для прокатки смуг із застосуванням проміжного перемотувального пристрою.
У 1995 році комбінат «Дунаферр» став асоційованим членом «Юрофер», Європейської конфедерації виробників чавуну та сталі.
2004 року, в ході приватизації комбінат перейшов у власність Індустріального союзу Донбасу.

## Сучасний стан
На заводі працюють 2 доменних печі об'ємом 960 м³ і 1033 м³. [джерело?]